# Видавнича фірма «Л. Ідзіковський»
Видавнича фірма «Л. Ідзіковський» — нотовидавнича фірма, яка діяла у Києві у 1858—1919 роках.

## Початок
Батьки Леона Вікентійовича Ідзіковського (1827, Краків —1865, Київ) — Вінцентій Ідзіковський та Катажина, уроджена Пелчинська. Леон був учнем у книгарні Я. Чеха в Кракові, а потім управителем книгарні Крістіана Теофіла Глюксберга (1796-1876) у Києві. Слід згадати, що в місті з 1841 року діяв магазин іноземних книг Йосипа Завадського, який з 1850 року ще й керував друкарнею Університету св. Володимира.
28 грудня 1858  Леон Ідзіковський заснував у Києві "Книжково-музичний магазин" по вул. Хрещатик, 29, поблизу вул. Лютеранської. Під його керівництвом було надруковано понад 200 видань, переважно польських авторів. Помер у Києві і похований на Байковому кладовищі на польській ділянці. Напис на пам’ятнику: "Леон Ідзіковський, родом із Кракова. Прожив 38 літ і помер в 1865. Брате, зітхання до БОГА".
Тим часом, 3 березня 1866 р. на Хрещатицькій площі в садибі Понятовських було відкрито Київську російську публічну бібліотеку.
Після смерті Леона Ідзіковського видавництво очолила його дружина — Герсилія Гнатівна (уродж. Бухаревич; 1832—1917). У цей період фірма стала одним з найбільших видавництв Російської імперії, підтримуючи контакти з іншими польськими книгарнями та книгарнями Франції, Німеччини, Австрії, Італії та Америки.

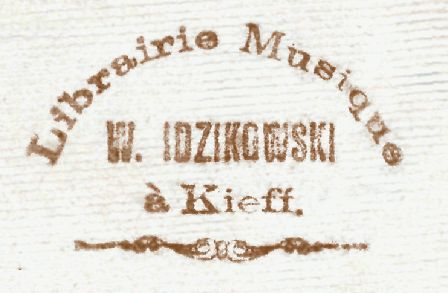
Шрифтовий штемпель книгарні Ідзіковських

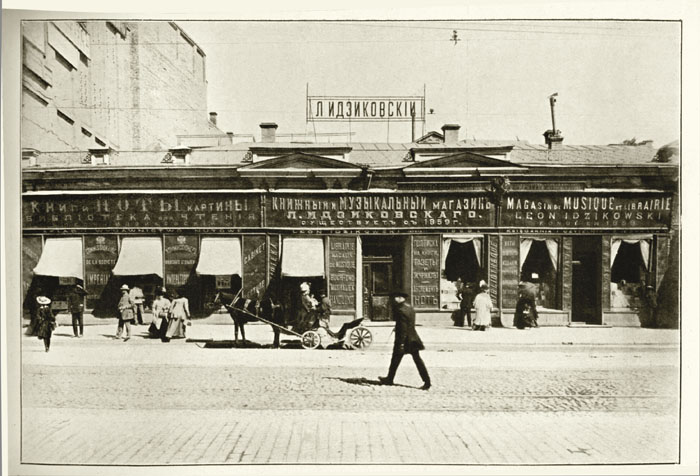
Вітрина книгарні Ідзіковських на Хрещатику, 29, фото близько 1900 року

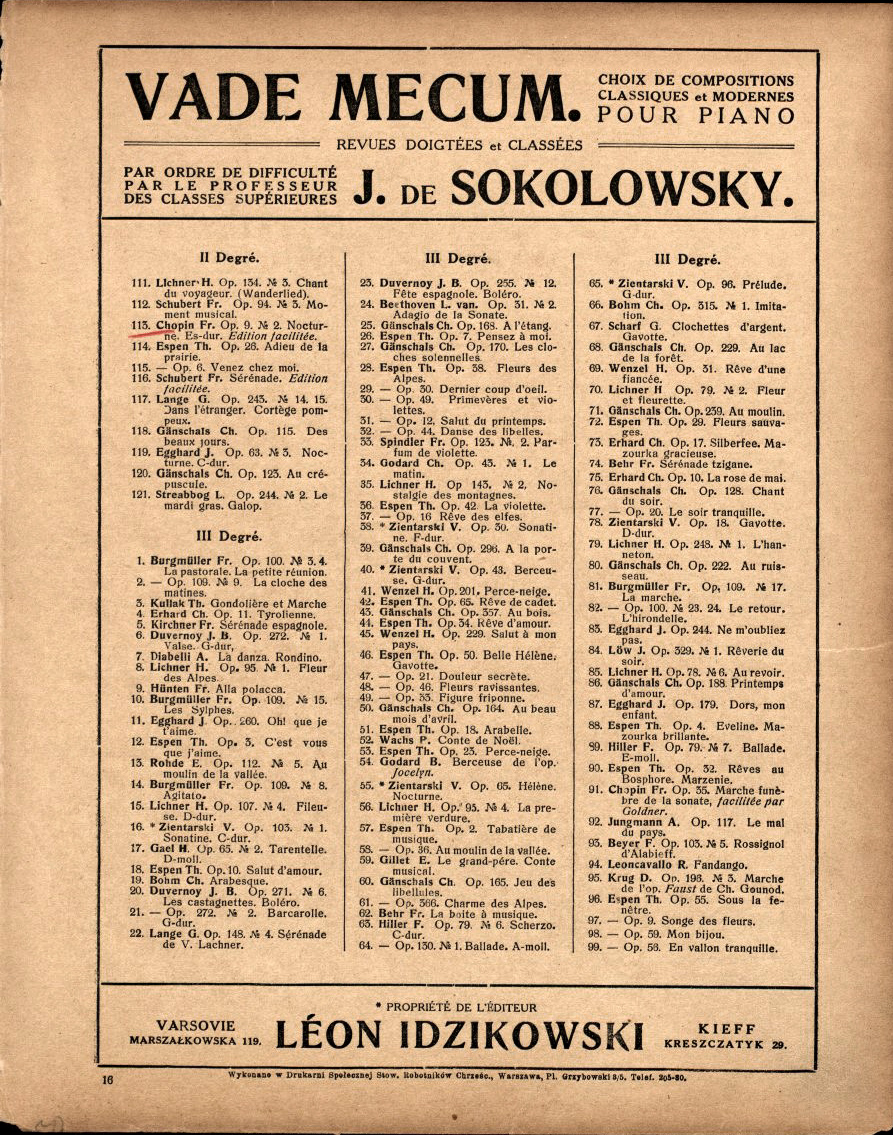
Ноктюрни Шопена

Фірма «Л. Ідзіковський» видавала як книги, так і ноти, однак саме нотно-видавнича діяльність є унікальною за величезною кількістю видань та якістю нотного репертуару. Це були клавіри опер та оперет українських композиторів — М. Лисенка, К. Стеценка, П. Ніщинського, арії з вокально-сценічних творів композиторів світової класики, фортепіанні концерти, інструментальні ансамблі, різноманітні твори для окремих інструментів, камерно-вокальну музику, твори педагогічного репертуару, оригінальні записи та обробки народної музики, а також твори легких жанрів, у тому числі музику кабаре й кафешантанів.
Попит на продукцію фірми зріс після того, як по сусідству, в Музичному провулку, в 1868 році було відкрито музичне училище.
При видавництві у 1870 році було відкрито читальний зал, який з часом переріс у розкішну приватну бібліотеку. 
Варто згадати, що 1871 року по сусідству, на початку вул. Лютеранської, відкрив фотоательє Влодзімеж Висоцький, і в тому ж будинку діяло популярне "Варшавське кафе". 1875 року відкрив на Хрещатику свій перший «писчебумажный магазин» майбутній славетний видавець Стефан Кульженко. 1883 року в Києві відкрив власний магазин музичних інструментів чех Їндржих Їндржишек, а в 1911—1919 роках працювала його фірма грамзапису «Екстрафон».

## Розквіт
З 1883 року син засновника Владислав Львович Ідзіковський (1864, Київ – 1944, Варшава) приєднався до керівництва, а незабаром очолив фірму. 1896 року видавець Б.Корейво продав фірмі Ідзіковських своє українське музичне видавництво по вул. Хрещатик, 33/35, разом з авторськими правами на видання творів українських композиторів, у т. ч. М.В.Лисенка.  
1897 року при фірмі було засновано концертне бюро, що ним керувала старша донька засновника фірми Леона Ідзіковського Марія Львівна Ящевська — співачка, якій М.В.Лисенко присвятив пісню "Моя любонька" на слова А.Міцкевича. 1909 під час відзначення 50-річчя книгарні М.В.Лисенко виголосив промову, що "відзначалася надзвичайною сердечністю". В листопаді 1914 спадкоємці М.В.Лисенка продали фірмі усі твори композитора й права на них "назавжди й на всі країни". 
1911 р. видавництво заснувало постійну філію у Варшаві. Комісіонерів (власні й орендовані склади, магазини) фірма мала у багатьох великих містах, а саме: Вільно, Владивосток, Воронеж, Катеринослав, Москва, Одеса, Санкт-Петербург, Ростов-на-Дону, Харків таощо. На 1914 рік фонди книгарні нараховували понад 173 тис. видань російською, українською, французькою, польською, англійською, німецькою мовами, бібліотека мала багатий відділ дитячої літератури й передплачувала у різні часи від 110 до 140 назв журналів.
Видавництво і книгарня «Леон Ідзіковський» нараховували понад 150 працівників, постійний штат бібліотеки складався з 10 осіб. Власної друкарні фірма не мала, поліграфічними базами видавництва були нотодрукарні К. Г. Редера у Лейцпцизі, І. І. Чоколова в Києві, по вул. Велика Житомирська, 20 та Г. М. Пуховича у Ростові-на-Дону. .

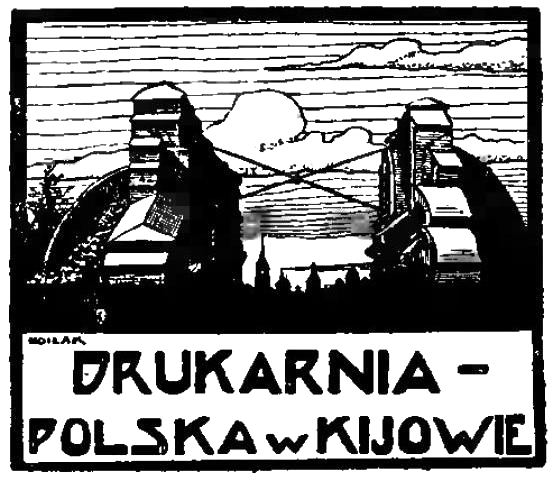
Логотип Польської друкарні у Києві

Видавничий дім відігравав помітну роль у культурно-мистецькому житті Києва, виступав співорганізатором виставок образотворчого мистецтва, відкрив на зламі 19–20 ст. власний художній салон, був знаний своєю харитативною діяльністю. З часом у місті було відкрито ще 2 філії цього книготоргового й видавничого підприємства, а Владислав Львович став співвласником третини акцій "Drukarni Polskiej w Kijowie", що нею, зокрема, опубліковано працю Є.Філіповича "Album kapłanów dyecezji Łucko-Żytomierskiej i Kamienieckiej" (1917). Книгарня оперативно постачала на український книжковий ринок новинки берлінських, варшавських, краківських, львівських, паризьких видавництв. 
В роки Першої світової війни польські книговидавці активізували діяльність в Україні, у зв'язку з масовим переміщенням польської людності з окупованих німцями теренів Царства Польського на українські землі. До Києва, зокрема, прибуло понад 40 тис. польських біженців, переважно інтелігенції. Апогеєм польського книгодрукування в Україні став 1916, коли було видано 204 книги, в т. ч. фірмою "Leon Idzikowski" – 80 (39 %). Загалом упродовж 1865–1920 фірма "Leon Idzikowski" випустила в світ понад 7 тис. назв найрізноманітнішої літератури, включаючи й нотні видання. Фірма мала два власних магазини у Києві — «Владислав Ідзіковський» (по вул. Хрещатик, 33/35) і «Леон Ідзіковський» (по вул. Хрещатик, 29). 

## Гості
В книгарні Ідзіковських призначали зустрічі представники польської, української і російської інтелігенції. Знаменита книгозбірня була свого часу дуже популярною й справила великий позитивний вплив на киян, насамперед молодь, студентство. Розкішний читальний зал із скляною стелею міг одночасно вмістити майже 500 осіб. Фактично бібліотека була й своєрідним літературно-музичним салоном, оскільки тут провадилися поетичні читання, літературні диспути, виступали модні виконавці. Вона багаторазово згадується в "Повісті про життя" К. Г. Паустовського (книга перша, "Далекі роки"). 
Оскільки архіви на збереглися, можна лише здогадатися, хто з відомих чи майбутніх славетних митців вдячно згадував цей культурний центр. Це могли бути, зокрема: 
- Наполеон Орда
- Міхал Чайковський
- Михайло Врубель разом з дружиною, відомою оперною співачкою Надією Забілою-Врубель
- Володимир Пухальський
- Софія Русова
- Ганна Горенко - майбутня Анна Ахматова
- Олександра Григорович-Екстер
- Олексій Каплер та Григорій Козінцев
- ... та багато інших.

## Руїна
Під час окупації Києва в лютому 1918 більшовиками книгарня була спалена. Внаслідок революційної експропріації приватних підприємств на території України фірма «Л. Ідзіковський» припинила своє існування 1919 р. і продовжила роботу у Варшаві (1921—1944), де функціонувала її філія ще з 1911 у центрі міста — на вул. Маршалковській, 119.
Майно фірми було націоналізовано, частково розграбовано; фрагментарно фонди бібліотеки влилися до складу Центральної польської бібліотеки в Києві 1920–30-х рр. На базі фірми «Л. Ідзіковський» було створено Київське відділення нотовидавничого сектору Державного Видавництва України. На розі Хрещатика та Лютеранської розмістилися Київське аптечне управління та магазин “Сангігієна”.
10 листопада 1933 року «за заслуги в розвитку та організації польської книготоргівлі» президент Республіки Польща Ігнацій Мосціцький нагородив Владислава Ідзіковського  Лицарським хрестом Ордена Відродження Польщі. 1937 року Владислав Львович до 25-річчя смерті М.В.Лисенка у "Biuletynie Polsko-Ukraińskim" опублікував спогади про композитора. Того ж 1937 року митрополит Андрей Шептицький відкупив у нього рукописи й авторські права на 350 творів М.В.Лисенка, а також на твори інших українських композиторів. Підприємство припинило свою діяльність у серпні 1944 – під час придушення гітлерівцями Варшавського повстання; 1945–50 провадило антикварну торгівлю книжками.
Близько 1940 року на місці одноповерхової будівлі колишньої книгарні Ідзіковських за проектом арх. Й. Каракіса почалося спорудження житлового будинку, який згорів у вогненному штормі в кінці вересня 1941 року. З 1960 року по сусідству розташована станція метро "Хрещатик".
На вшанування пам'яті з 2016 року в Києві є вулиця імені сім'ї Ідзіковських.